# وو ياني
وو ياني (صينى: 武 ياني؛ بينيين: Wú Yànnī؛ من مواليد 28 يوليو 1997) هي لاعبة ألعاب قوى صينية في سباقات المضمار والميدان وهي بطلة وطنية صينية عدة مرات في سباق 100 متر حواجز. فازت بسباق 100 متر حواجز في الحدث الذهبي للجولة القارية العالمية في طوكيو في 19 مايو 2024. وقد سجلت أفضل رقم شخصي جديد قدره 12.74 ثانية في سباق 100 متر حواجز للفوز ببطولة ألعاب القوى الصينية في يونيو 2024. تم اختيارها ضمن الفريق الصيني لدورة الألعاب الأولمبية الصيفية 2024 في باريس، فرنسا.

## نشأتها
ولدت وو في زيجونج، وهي مدينة في جنوب سيتشوان، وبدأت حياتها المهنية في سباق الحواجز في نيجيانج قبل أن تنتقل للدراسة في جامعة بكين الرياضية.